# Kybos isotoma
Kybos isotoma är en insektsart som först beskrevs av Logvinenko 1980.  Kybos isotoma ingår i släktet Kybos och familjen dvärgstritar.
Artens utbredningsområde är Azerbajdzjan. Inga underarter finns listade i Catalogue of Life.